# Pyresthesis berlandi
Pyresthesis berlandi là một loài nhện trong họ Thomisidae.
Loài này thuộc chi Pyresthesis. Pyresthesis berlandi được Lodovico di Caporiacco miêu tả năm 1947.